# Makta al-Hadżar (Syria)
Makta al-Hadżar (arab. مقطع الحجر) – miejscowość w Syrii, w muhafazie Hama. W 2004 roku liczyła 1106 mieszkańców.